# Ангиотензиновые рецепторы
Ангиотензиновые рецепторы — G-белоксопряжённые рецепторы, лигандами которых является ангиотензин, гормон ренин-ангиотензиновой системы и его производные. У человека описано четыре AT-рецептора. Антагонисты рецепторов ангиотензина II применяются в качестве средств, снижающих давление.